# السامر في الأردن
السامر الأردني هو رقص وغناء بدوي يُمارَس في مناطق عديدة من الأردن، حيث يُعتَبر جزءًا من الفلكلور الأردني، ويُؤدَّى في مناسبات مختلفة، وغالبًا أثناء مراسم الزواج، إذ تُشكّل الألفاظ الشعريّة التي يتم نطقها أثناء الأداء جزءًا لا يتجزأ من التقليد. أُدرِج هذا النوع من الغناء على قائمة اليونسكو للتراث اللامادي في الأردن عام 2018. تعود اصول هذا الفن الى فن السامري السعودي.

## ممارسة السامر
يُقام طقس السّامر بترتيبٍ واضحٍ ومنسّقٍ ودقيقٍ، حيث يبدأ بالعناصر البصريّة، ثم العناصر السّمعيّة، ثم العناصر الحركيّة، وتكون وتيرة طقس السّامر في البداية تتّسمُ بالسرعة المتوسّطة وتتصاعد تدريجيًا كلما تراكمت أنواع عناصره الثلاثة معًا، البصريّ فالسّمعيّ فالحركيّ، بشكل متتالٍ وبصفةٍ تراكميّة فيها تقنيّة تعزّز وتركّز الانطباعات الحسّية للحاضرين والمشاركين.
تعمل ممارسة السامر على ترسيخ الروابط الاجتماعيّة بين الحضور. ويتمثّل باصطفاف عدد من المتواجدين الذين يبدأون بالتصفيق ثم يغنّي أحدهم ويردّ عليه آخر أو يقوم اثنان بالغناء والرد وقد تردّ المجموعة، أمّا المغنّي فيُسمَّى البداع والغناء بدعًا أو بديعًا. ويتضمّن الأداء أدوارًا مُحدّدة، ويشمل التصفيق الحاد مع النزول للأسفل والارتفاع للأعلى مع صوت كالفحيح هو الدحيّة، بالإضافة إلى الحاشي المرافق الذي تمارسه النساء من أقارب الداعين. يستمر السامر بالعادة لليلةٍ واحدةٍ أو أكثر أحيانًا.
يصطف عدد من المتواجدين ويبدأون بالتصفيق ثم يغني أحدهم ويرد عليه آخر أو يقوم اثنان بالغناء والرد وقد ترد المجموعة، أما المغني فيسمى البداع والغناء بدعاً أو بديعاً والبداية هي كالتالي:
الله يمسيكو بالخير --- اضيوفن والمحليّة
أول مسا للأجاويد --- ثاني مسا للكلية
وترد المجموعة: هلا وهلا به يا هلا --- لا يا حليفي يا ولد

## المشاركة النسائية
خلال السامر يتوقف الغناء قليلا قدر استمرار التصفيق، ثم يبدأ أحد المغنين بطلب «الحاشي»، وهي امرأة ترتدي عباءة تلف بها جسمها وتغطي وجهها ما عدا عينيها، وتمسك بيدها سيفا أو عصا، وهي من أهل العريس أو العروس. وتدخل أمام السامر بتشجيع من صاحب الفرح الذي يرافقها ممسكا طرف كمها أو ثوبها، ويتركها أمام السامر مباشرة حيث تبدأ عملية «التحوشي»، وهي السير بخفة وانسياب من اليمين إلى الشمال أمام السامرين وعلى الإيقاع نفسه، ويعود الغناء من جديد.

## الترشيح إلى التراث غير المادي في اليونسكو
أدرج «فن السامر الأردني» كتقليد فني شعبي على القائمة التمثيلية للتراث الثقافي غير المادي للبشرية،  وتم الإعلان عن ذلك عام 2021 خلال الاجتماع الذي عقدته اللجنة الدولية الحكومية لليونسكو، انطلاقا من رؤية الأردن لإبراز تراثها الثقافي غير المادي على المستويين المحلي والعالمي. حيث ظهرت فكرة تسجيل عنصر فن السامر على قائمة التراث العالمي لاتفاقية اليونسكو لصون التراث الثقافي غير المادي منذ العام 2011. وقد مرّت عملية الترشيح بعدة مراحل منذ ذلك التاريخ حتى عام 2016، من بينها تصوير فيلم فيديو قصير عن السامر، إضافة للصور الفوتوغرافية، وأخذ موافقات المجتمع المحلي وغيرها من الشروط التي وضعتها اليونسكو. ومن العناصر التراثية غير المادية التي تم اقتراحها من قبل المشاركين: القهوة العربية السادة والقضاء العشائري، وتم اختيار السامر بالتعاون مع المجتمع المحلي الذي يمارس هذا الفن على أرض الواقع.

## التحليل الموسيقي
بحسب التحليل الموسيقي، فإن السامر يتكون طقس احتفالي يشتمل على العناصر التالية مجتمعةً في نظام أدائي مرتّب ومنسّق:
- العناصر السمعية: الألحان والأبيات الشعريّة وطرق الغناء المتنوّعة مع التصفيق الإيقاعيّ وإصدار الصيحات الحماسيّة.
- العناصر الحركية: الرّقصات التي يتم أداؤها في مختلف مراحل هذا الطقس.
- العناصر البصرية: الأزياء والأدوات المُستخدمة خلال الرّقص، والزينة التي يتم إعدادها بحسب المناسبة في موقع إقامة طقس السّامر.

## مفردات السامر
من مفردات طقوس السامر المعروفة:
- الحاشي: وهي امرأة ترتدي عباءة تلف بها جسمها وتغطي وجهها ما عدا عينيها
- أكرب: أشدّ.
- ادويرع: خرج الناقة.
- العوارف: قضاة البادية.
- أدنّق: التدنيق هو أن ينزل شخصٌ واقفٌ إلى مستوى شخصٍ جالسٍ، ويُقال “أطمِّنْ”.
- أحبّك: أُقبّلُكَ، وحُبّة تعني قُبلة، في اللغة الأردنية.
- أكابيلّا (A Capella) وهي كلمة من اللغة الإيطالية؛ وهو مصطلح موسيقي يعني غناء مجموعة من المغنّيين مع بعضهم البعض دون مرافقة الآلات الموسيقية.
- السراة: والتي تعني ان يحضر إلى مكان العرس ليلا للمشاركة في السامر اشخاص من القرى المجاورة.[7]

## فرق متخصصة
في الأردن يوجد ثماني فرق متخصصة في هذا الفن مسجلة تحت مظلة وزارة الثقافة الأردنية منها:
- جمعية البادية للتراث والفنون الشعبية - العقبة
- فرقة الريشة للفنون الشعبية - العقبة
- فرقة البادية الشمالية للفنون الشعبية - المفرق
- فرقة الحسا للسامر والفنون الشعبية - الطفيلة
- جمعية فرقة شباب الحجايا للسامر والمحافظة على التراث - الطفيلة
- فرقة الراجف لإحياء التراث - معان
- جمعية منتدى مأدبا لإحياء التراث - مأدبا
- جمعية إحياء السامر الشعبي الأردني - الزرقاء